# Nowa Borowa (stacja kolejowa)
Nowa Borowa (ukr. Нова Борова) – stacja kolejowa w miejscowości Nowa Borowa, w rejonie żytomierskim, w obwodzie żytomierskim, na Ukrainie. Położona jest na linii Korosteń – Żytomierz.
Stacja powstała w czasach carskich. Do 1973 nosiła nazwę Turczynka (ukr. Турчинка).